# إميري ن. براون
إميري ن. براون (بالإنجليزية: Emery Brown) هو طبيب وعالم أعصاب أمريكي، ولد في 1957 في أوكالا في الولايات المتحدة.